# 렌조 미키히코
렌조 미키히코(1948년~2013년 )는 일본의 소설가이다.

## 개요
1948년 아이치 현 나고야에서 태어났다. 어려서부터 영화를 좋아하는 소년이었고, 와세다 대학 정치경제학부 재학 중에는 시나리오를 공부하기 위해 프랑스 파리로 유학을 떠나기도 했다.
1975년 창간된, 전설의 미스터리 잡지 《환영성》에서 <변조 2인 하오리>로 ‘제3회 환영성신인상’을 수상하며 등단했다. 이후 교묘한 플롯과 서정적인 문체, 일본 특유의 정서를 혼합한 독특한 작풍을 선보이며 미스터리 작가로서의 역량을 인정받는다. 특히 ‘화장(花葬) 시리즈’로 불리는, 꽃을 소재로 한 8편의 단편은 일본 미스터리 사상 가장 아름다운 단편으로 손꼽힌다. 이 단편들은 《회귀천 정사》 와 《저녁 싸리 정사》라는 제목으로 출간됐다.
화장 시리즈 중 한 편인《회귀천 정사》로 제34회 일본추리작가협회상을 수상했고, 《달맞이꽃야정》으로 제5회 요시카와에이지문학신인상을 수상했다. 1984년에는 《연문》으로 일본 대중문학계의 최고상이라 할 수 있는 나오키상을 수상하기에 이른다. 《회귀천 정사》나 《연문》 등은 영화나 드라마로 제작돼 많은 독자들의 사랑을 받았다.
1996년에는 《숨은 국화》로 시바타렌자부로상을 수상하는 등, 《연문》 이후 보다 대중적이고 보다 섬세한 연애소설로 작풍이 변화하는가 싶더니, 2000년대 접어들어 《백광》, 《인간 동물원》 등을 발표하며 서스펜스나 유괴 등으로 작품의 폭을 넓혀갔다.

## 한국어 번역 작품

### 소설
- 2004.12 / 《연문》 / 恋文 / 김현희 번역
- 2011.01 / 《미녀》 / 美女 / 모세종 번역
- 2011.03 / 《회귀천 정사》 / 戻り川心中 / 정미영 번역
- 2011.06 / 《저녁싸리 정사》 / 夕荻心中 / 정미영 번역